# USS Carl Vinson (CVN-70)
L'USS Carl Vinson (CVN-70) est un porte-avions polyvalent américain à propulsion nucléaire, faisant partie de la classe Nimitz. Il est le troisième porte-avions de la sous-classe Nimitz, et fait partie des 11 porte-avions géants de l'US Navy.
Il porte le nom d'un membre du Congrès des États-Unis, fervent défenseur de la marine américaine : le géorgien Carl Vinson (1883-1981). Il fut le premier Américain à être témoin du lancement d'un porte-avions à son nom. Ce membre du parti démocrate décéda avant la mise en service du navire.
La devise du porte-avions est « Vis per mare », soit en français : « la Force venant de la mer ».

## Construction
La commande a été passée le 5 avril 1974 au Newport News Shipbuilding et Dry Dock Co de Newport News, en Virginie, sous la désignation CVN-70, pour un budget estimé à 956 millions de dollars (en dollars de 1975).
Le navire est mis en chantier le 11 octobre 1975. Il est inauguré par Molly Snead, une amie proche de Vinson, et entre en service le 13 mars 1982, sous le commandement du Captain Martin.

## Historique

### De 1982 à 1989

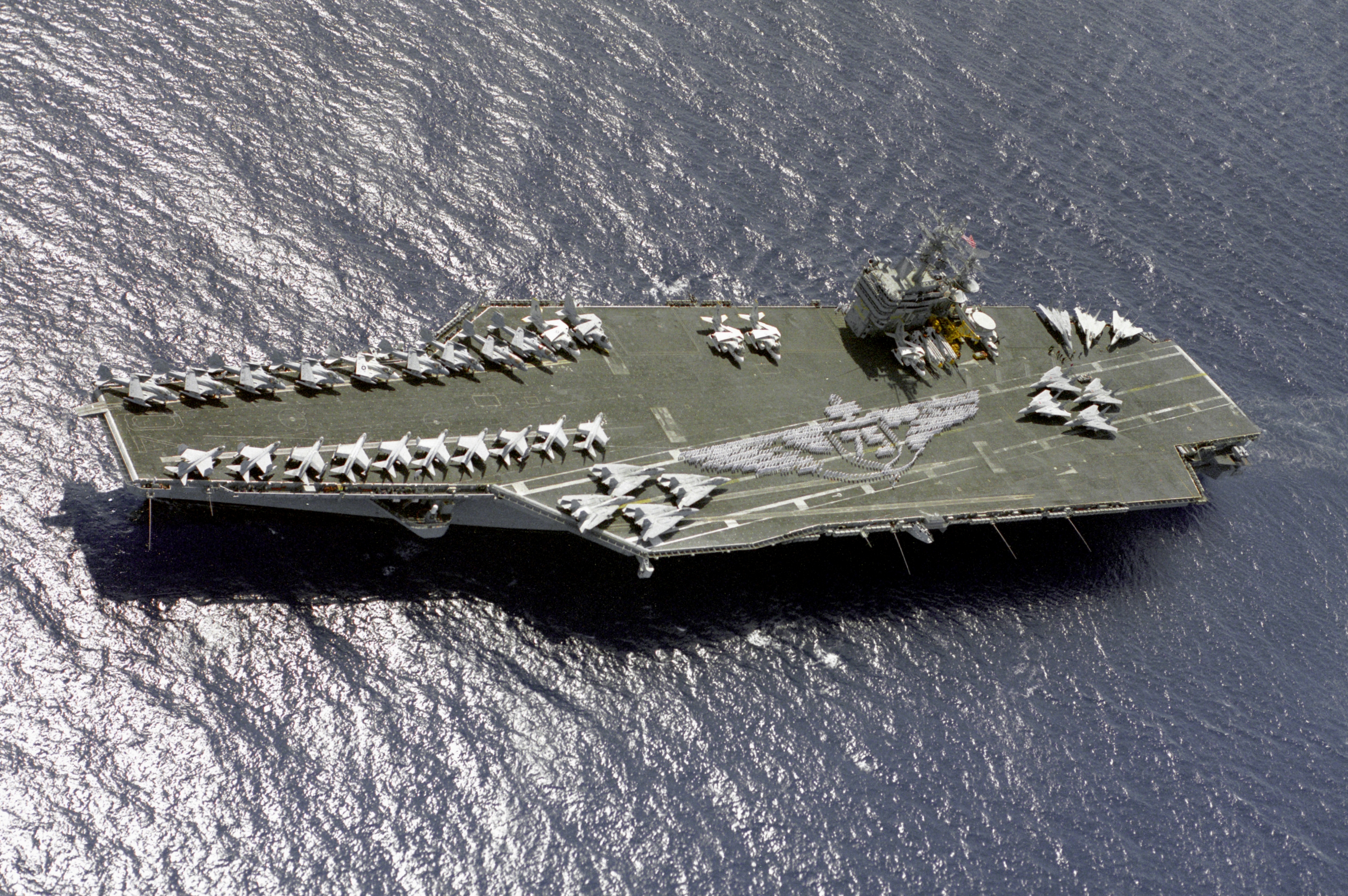
L'USS Carl Vinson en 1986.

Entre 1982 et 1983, le Vinson effectua plusieurs sorties à la mer. Il se rendit à son nouveau port d'attache, la Naval Air Station Alameda, le 1er mars 1983.
Il participa au RIMPAC (Rim of the Pacific Exercise) en juin 1984. Il s'agissait d'un exercice majeur qui regroupait les forces armées de plusieurs pays, dans le but d'améliorer leur interopérabilité en situation de combat.
Son premier déploiement eut lieu le 14 octobre 1984, en direction du Pacifique Ouest et de l'océan Indien. Le porte-aéronefs resta dans ce dernier océan durant 107 jours consécutifs (janvier à avril 1985).
En 1985, les membres d'équipage et les F-14A du Vinson participèrent au tournage du film Top Gun.
Le navire participa à nouveau au RIMPAC en 1986, en plus de quelques autres exercices. Il réalisa ensuite deux autres déploiements consécutifs, dont le premier eut lieu le 12 août 1986. Ces déploiements se déroulèrent tous deux dans le Pacifique, l'océan Indien et la mer d'Arabie. Ce faisant, le Vinson devint le premier porte-avions à opérer dans la mer de Béring. Le navire revint à son port d'attache en janvier 1987.
Il se rendit à nouveau dans le Pacifique, l'océan Indien et la mer d'Oman durant son quatrième déploiement en juin 1988. Parmi ses objectifs, le Vinson eut pour mission d'escorter des tankers américains dans le golfe Persique. Il retourna à son port d'attache le 16 décembre 1988.
Le Vinson quitta son port d'attache le 18 septembre 1989 pour participer au PacEx (Pacific Exchange System). Ce fut le plus vaste exercice naval jamais réalisé depuis la Seconde Guerre mondiale. Durant cet exercice, le Vinson opéra dans la mer de Béring et les îles Aléoutiennes, pour finalement rejoindre un groupe aéronaval composé de deux autres porte-avions et mener des opérations dans la mer du Japon et le Pacifique. Après une brève escale à Pusan (Corée du Sud), le Vinson retourna à son port d'attache, quelques jours après le tremblement de terre dévastateur de la baie de San Francisco.

### De 1990 à 1999

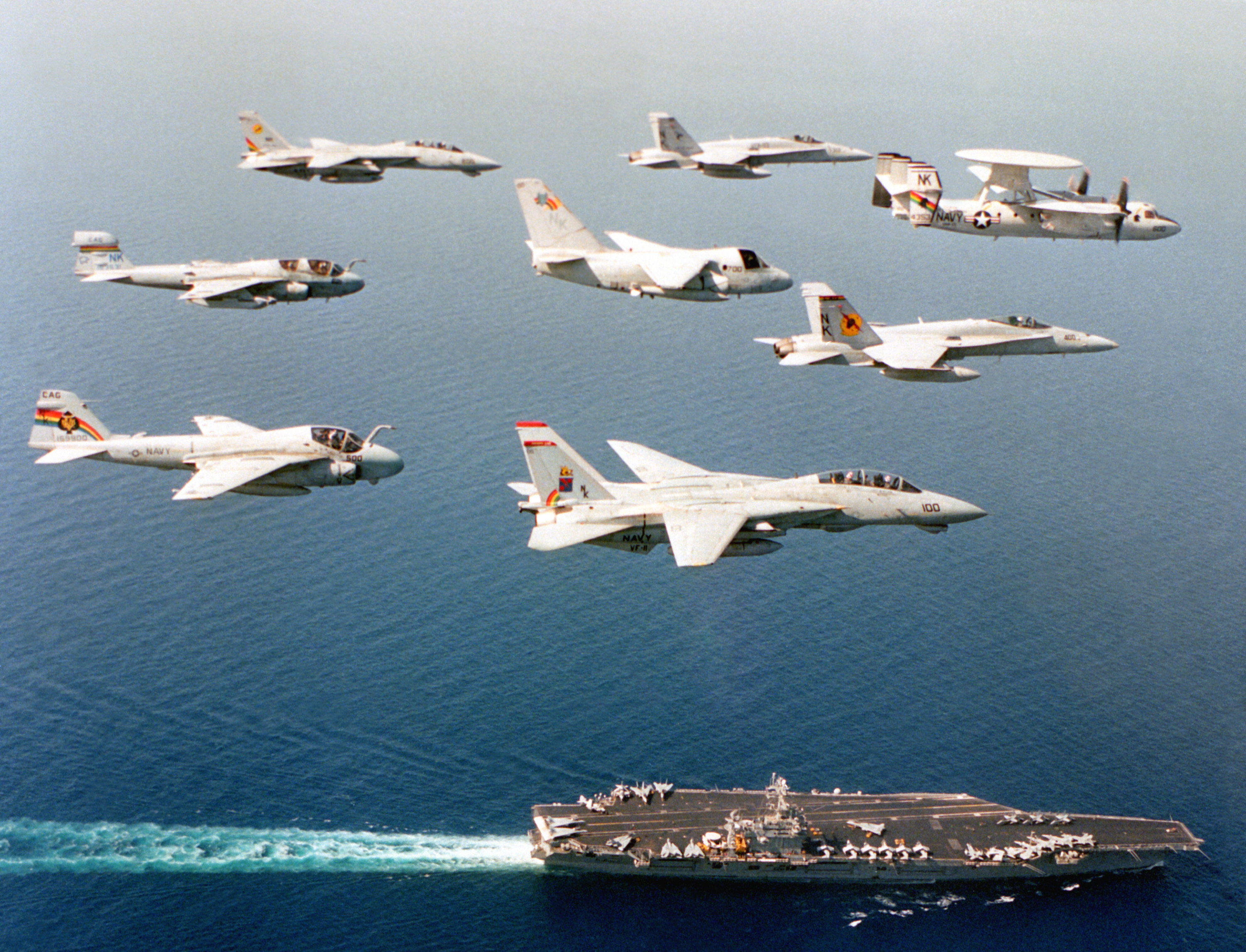
Le Vinson et en volant en formation, dans le golfe Persique (mai 1994).

Le navire entama son cinquième déploiement le 1er février 1990, en faisant escale à Honolulu (Hawaii), à Sasebo (Japon), à Subic Bay (Philippines), à Diego Garcia, à Perth (Australie), à Singapour et à Hong Kong. L'escadron aérien sera déposé à San Diego, et le navire retournera à son port d'attache le 31 juillet 1990. Un mois plus tard, le Vinson se rend au port de Bremerton (Washington) pour une remise à niveau de 28 mois. Il repartira en mer en direction du golfe Persique le 17 février 1994, pour participer à l'opération Southern Watch. Les 6 mois de ce déploiement seront suivis par une équipe de reporters de Discovery Channel. Le documentaire sera diffusé l'année suivante, sous l'intitulé Carrier: Fortress at Sea.
Du 26 août au 3 septembre 1995, le Vinson participa aux exercices Ke Koa, ainsi qu'à des cérémonies commémoratives de la fin de la Seconde Guerre mondiale dans le Pacifique. Durant ces cérémonies, le Président Bill Clinton visitera le navire à Hawaii et 12 avions de la Seconde Guerre mondiale prendront leur envol depuis le pont du navire.
Le porte-aéronefs entama son septième déploiement le 14 mai 1996, en direction du golfe Persique. Il participa aux opérations Southern Watch, Desert Strike et à l'exercice Nautilus, avant de retourner à son port d'attache le 14 novembre 1996, la Naval Air Station Alameda. Cette station sera fermée peu après et le navire sera contraint de se rendre à Bremerton le 17 janvier 1997, son nouveau port d'attache.
En 1998, le navire participe à divers exercices dont le RIMPAC de 1998, avant de partir pour le golfe Persique, dans le cadre des opérations Desert Fox et Southern Watch. Les frappes aériennes débuteront le 19 décembre 1998 et prendront fin en mars 1999. Le Vinson subira en juillet 1999 une remise à niveau de 11 mois, au chantier naval Puget Sound Naval Shipyard.

### De 2000 à nos jours

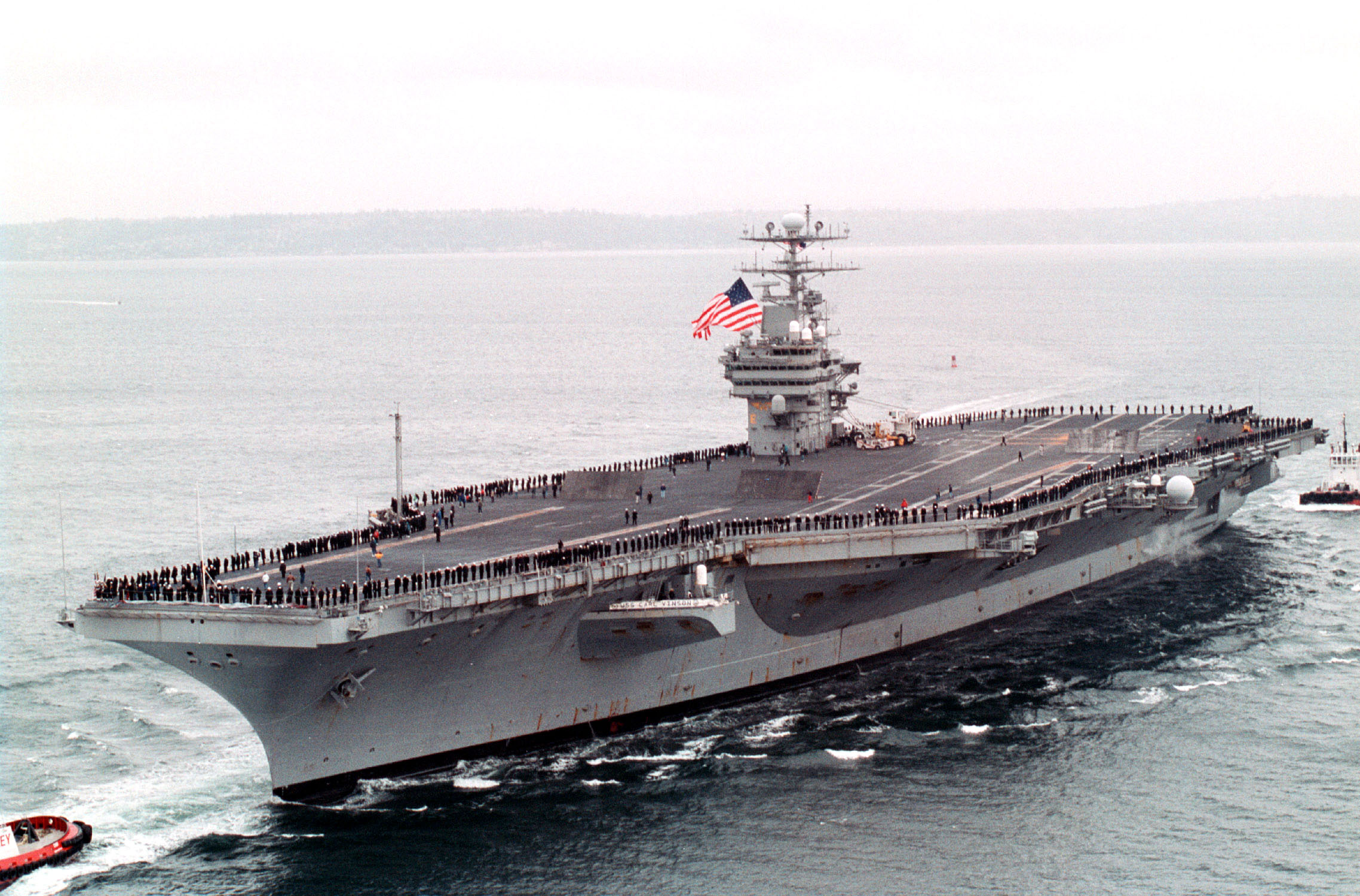
Le Vinson, de retour à son port d'attache (Bremerton) le 23 janvier 2002.

Le porte-aéronefs quitte Bremerton le 23 juillet 2001 en direction du golfe Persique, dans le cadre de l'opération Southern Watch. Ce déploiement dut être interrompu le 11 septembre 2001 : en réponse aux attentats, le Vinson doit changer de cap et se rendre dans la mer d'Oman, dans le cadre de l'opération Enduring Freedom. Les premières frappes aériennes auront lieu le 7 octobre 2001, et pendant 72 jours, ce seront plus de 4 000 sorties qui seront effectuées au-dessus du territoire ennemi. À cet instant, cela fait 112 jours que le Vinson se trouve en mer. Au cours de cette mission, le navire recevra deux décorations : le Battle “E” Ribbon et un “Excellent” Rating.
À la mi-décembre, le Vinson retourne à son port d'attache. En route, il fera escale à la base navale de Changi de Singapour à Noël, et atteindra le territoire américain le 23 janvier 2002. En avril, le navire subit de nouvelles réparations.
En janvier 2003, le navire est déployé pour une durée indéterminée, dans le cadre de l'opération Iraqi Freedom. Après neuf mois de déploiement (septembre 2003), le navire est enfin autorisé à rentrer aux États-Unis. De janvier à septembre 2003, le navire fit escale à Hawaii, à Guam, en Corée du Sud, au Japon, en Australie, à Hong Kong et à Singapour.
En 2004, le Vinson remporte le Marjorie Sterrett Battleship Fund Award de l'Atlantic Fleet.
Le navire quitte Bremerton en janvier 2005, pour un tour du monde qui durera jusqu'en août. Durant cette croisière, le navire participera à nouveau dans l'opération Iraqi Freedom. Il fera escale à Singapour, à Guam, à Bahreïn, les Émirats arabes unis, à Rhodes (Grèce) et à Lisbonne (Portugal). À la fin de la croisière, le navire change de port d'attache pour Norfolk, en Virginie, qu'il atteindra le 11 novembre 2005. Sur place, il subira une lourde remise à niveau : le Refueling Complex Overhaul (RCOH), une remise à niveau obligatoire pour tous les porte-avions, programmée à la date de demi-vie du navire. Cette étape comprend notamment le remplacement des systèmes d'armes par les dernières technologies disponibles, et le remplacement du combustible usagé des deux réacteurs nucléaires.
Le porte-aéronefs rentrera à nouveau en service actif en mai 2009, après 42 mois d'immobilisation. À la suite de la décision du COMPACFLT de mars 2007, il changera encore de port d'attache pour San Diego, avant d'intégrer en 2010 un groupe aéronaval constitué de l'USS Nimitz et de l'USS Ronald Reagan.
Il participe aux opérations de secours à la suite du tremblement de terre d'Haïti de 2010.
Le 2 mai 2011, ce porte-avion accueille la dépouille d'Oussama ben Laden, avant que celle-ci ne soit immergée depuis son bord en mer d'Arabie au large des côtes pakistanaises, au terme d'une cérémonie funéraire respectant le rite musulman.
Ce dernier est resté 95 jours sur zone lorsqu'il est relevé le 6 mai 2011, son groupe aérien embarqué effectuant 1 656 sorties de combat et 9 140 heures de vol dans le cadre des opérations Enduring Freedom et New Dawn. En Afghanistan, son groupe d'aviation a tiré 33 bombes et 2 970 cartouches de 20 mm.
Le 13 avril 2016, la mise en place d'un centre de commandement spécialement destiné aux drones est terminé. Il s'agit du premier porte-avions au monde à en mettre un en œuvre pour pouvoir, à la fin des années 2010, début des années 2020, utiliser une dizaine de drones aériens pour le ravitaillement en vol et la surveillance. Le reste des porte-avions américains en sera équipé d'ici 2022. En 2016, le Carrier Air Wing Two lui est assigné
Au début du mois d'avril 2017, l'USS Carl Vinson est envoyé au large de la péninsule coréenne dans le cadre des préoccupations constantes occasionnées par le programme de missiles balistiques nord-coréens.
En mars 2018, il est le premier porte-avions américain à faire escale au Vietnam depuis la fin de la guerre du Vietnam.
Il subit ensuite une remise à niveau de 17 mois et retourne à San Diego en septembre 2020.
Le 2 aout 2021, il entame un déploiement avec le Carrier Air Wing 2 dont une escadrille, le Strike Fighter Squadron comprend  alors 10 F-35C et une autre, le Fleet Logistics Multi-Mission Squadron 30, emploie le convertible  CMV-22B. Il s'agit du premier déploiement de ces avions en opérations extérieures. Le 24 janvier 2021, un F-35C s'est écrasé en mer de Chine méridionale sur le pont du porte-avions. Le pilote s'est éjecté. Sept personnes, dont le pilote, ont été blessées dans l'accident.

## Groupe aéronaval duCarl Vinsonen 2010
Le Carl Vinson fait en 2010 partie du groupe aéronaval Carrier Strike Group One (CSG-1) et transporte un groupe aérien embarqué dont les escadrons composent le Carrier Air Wing 17 (CVW-17) jusqu'en 2017. Il est le navire amiral du CSG-1 et le siège du commandant du Destroyer Squadron 1.

### Escadrons composants leCarrier Air Wing Seventeen(CVW-17)
- VAW-116 "Sun Kings" qui exploite les 6 E-2C Hawkeye mis en œuvre sur le porte-aéronef.
- VFA-22 "Fighting Redcoks"  qui exploite des F/A-18C Super Hornet
- VFA-81 "Sunliners"  qui exploite des F/A-18E Super Hornet (monoplace)
- VFA-94 "Mighty Shrikes"  qui exploite des F/A-18C Super Hornet
- VFA-113 "Stingers" qui exploite des F/A-18C Super Hornet
- VAQ-139 "Cougars" qui exploite les E/A 18 Growler de guerre électronique.
- HSC-15 qui exploite les 10 hélicoptères MH-60 Seahawk utilisés pour la lutte anti-sous-marines, antisurface, la récupération des pilotes éjectés.

### Navires du DESRON-1
Le DESRON One est composé en 2017 des bâtiments suivants:
- USS Dewey (DDG 105)
- USS Michael Murphy (DDG 112)
- USS O'Kane (DDG 77)
- USS Sterett (DDG 104)
- USS Wayne E. Meyer (DDG 109)

## Insigne

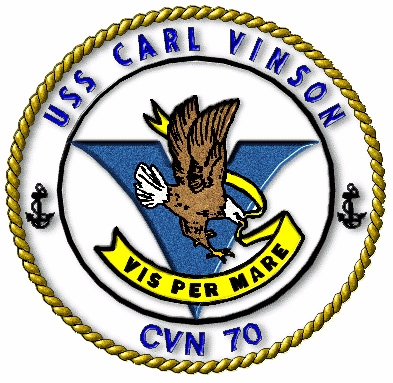
Insigne du navire.

L'insigne du Carl Vinson montre un aigle aux ailes éployées et aux serres tendues, tenant dans son bec une bannière portant la devise du navire. L'aigle est l'emblème de la nation américaine et représente la force des pilotes embarqués sur ce navire. La lettre V est l'initiale de Vinson, mais représente également la forme de la coque du navire, vue de l'avant.

## LeCarl Vinsondans la culture
- Il figure dans les films américains Top Gun (1986) et En territoire ennemi (2001).
- Il sert de décor pour le film américain Furtif (2005) (bien que l'histoire se déroule à bord de l'USS Abraham Lincoln).
- Dans Flight Simulator, jeu de simulation de vol, il mouille au large de Kahoolawe (Hawaï).
- Dans Lock On: Modern Air Combat, jeu de simulation de combat aérien, il fait partie de la flotte américaine utilisable dans le jeu.
- Dans Digital Combat Simulator, simulateur de vol de combat et de vol civil, il fait partie des bâtiments présents.